# 슈퍼걸 (카라의 음반)
《슈퍼걸》(スーパーガール)는 대한민국의 여자 그룹 카라의 일본 두 번째 정규음반으로, 2011년 11월 23일에 발매되었다. 발매 첫 주, 6일 중 5일간 오리콘 앨범 데일리 차트 1위에 오른 데 이어 위클리 차트와 월간 차트까지 1위를 석권하였다. 또한 발매 4주차에 위클리 1위에 재등극하기도 하였다. 이처럼 오리콘 차트에서 해외 아티스트를 통틀어 위클리 차트 정상에 오른 후 내려갔다가 다시 정상에 복귀한 사례는 `03년 러시아 여성 듀오 '타투' 이후 8년 7개월 만이다. 오리콘 차트 피지컬 판매량으로는 2일 만에 10만, 5일 만에 20만, 8일 만에 30만, 16일 만에 40만, 29일 만에 50만, 48일 만에 60만 장을 돌파하였고, 1개월 미만의 판매량만으로 연간 차트 7위에 오르는 기염을 토했다. 또한 2주차부터의 주간 판매량은 2011년 일본에서 발매한 모든 앨범 중에 제일 많아 강력한 스테디 셀러로 점쳐졌다.

## 특징과 대표곡
- 11번째 트랙 미스터는 첫 번째 싱글로, 보너스 트랙곡이다.
- 12번째 트랙 점핑은 두 번째 싱글로, 보너스 트랙곡이다.
- 1번째 트랙 제트코스터 러브는 세 번째 싱글이다.
- 3번째 트랙 고고 서머는 네 번째 싱글이다.
- 2번째 트랙 윈터 매직은 다섯 번째 싱글이다.
- 13번째 트랙 STEP은 한국어 곡으로, 보너스 트랙곡에 해당한다.
- 14번째 트랙 We're with you은 한국어 곡으로, 보너스 트랙곡에 해당한다.JAPAN TOUR Special Edition 온리

## 트랙 리스트
1. ジェットコースターラブ (Jet Coaster Love)
2. ウィンターマジック (Winter Magic)
3. GO GO サマー！ (Go Go Summer!)
4. ドリーミンガール (Dreaming Girl)
5. 今、贈りたい「ありがとう」
6. オンリー フォー ユー (Only For You)
7. ウィスパー (Whisper)
8. ミッシング (Missing)
9. Do It!　Do It!
10. ガールズ ビー アンビシャス！ (Girls, Be Ambitious!)
11. ミスター (Mister) (보너스 트랙)
12. ジャンピン (Jumpin') (보너스 트랙)
13. STEP (보너스 트랙)
14. We're with you (JAPAN TOUR Special Edition 보너스트랙)

## 차트
| 차트                    | 차트 순위 |
| ----------------------- | --------- |
| 오리콘 위클리 앨범 차트 | 1         |
| 오리콘 월간 앨범 차트   | 1         |
| 오리콘 연간 앨범 차트   | 7         |

### 판매량 및 인증
| 차트                            | 총계                      |
| ------------------------------- | ------------------------- |
| 오리콘 피지컬 판매량            | 745,822+                  |
| 일본 레코드 협회 실제 출하 인증 | 트리플 플래티넘(750,000+) |